# AHL 2002/03
Die Saison 2002/03 war die 67. reguläre Saison der American Hockey League (AHL). Die 28 Teams absolvierten in der regulären Saison je 80 Begegnungen.
Die AHL spielte in der Saison 2002/03 letztmals mit dem System von sechs Divisionen in zwei Conferences. Die Eastern Conference bestand aus der Canadian Division, North Division und East Division, während die Western Conference aus der Central Division, West Division und South Division bestand. Die Houston Aeros gewannen in den Playoffs ihren ersten Calder Cup gegen die Hamilton Bulldogs, die in der regulären Saison den ersten Platz belegten.

## Teamänderungen
Folgende Änderungen wurden vor Beginn der Saison vorgenommen:
- Die Québec Citadelles fusionierten mit den Hamilton Bulldogs und bildeten die Farmteams der Edmonton Oilers und der Montréal Canadiens.
- Die Prince Edward Island Senators wurden nach Binghamton im US-Bundesstaat New York umgesiedelt und spielten fortan unter dem Namen Binghamton Senators in der East Division.
- Im Zuge einer Ligaerweiterung wurden die San Antonio Rampage neu gegründet. Die Texaner wurden der West Division zugeteilt.

## Reguläre Saison

### Abschlusstabellen
Abkürzungen: GP = Spiele, W = Siege, L = Niederlagen, OTL = Niederlage nach Overtime, SOL = Niederlage nach Shootout, GF = Erzielte Tore, GA = Gegentore, Pts = Punkte

#### Eastern Conference
| Canadian Division      | GP | W  | L  | T | OTL | GF  | GA  | Pts |
| ---------------------- | -- | -- | -- | - | --- | --- | --- | --- |
| Hamilton Bulldogs      | 80 | 49 | 19 | 8 | 4   | 279 | 191 | 110 |
| Manitoba Moose         | 80 | 37 | 33 | 8 | 2   | 229 | 228 | 84  |
| St. John’s Maple Leafs | 80 | 32 | 40 | 6 | 2   | 236 | 285 | 72  |
| Saint John Flames      | 80 | 32 | 41 | 6 | 1   | 203 | 223 | 71  |

| North Division       | GP | W  | L  | T  | OTL | GF  | GA  | Pts |
| -------------------- | -- | -- | -- | -- | --- | --- | --- | --- |
| Providence Bruins    | 80 | 44 | 20 | 11 | 5   | 268 | 227 | 104 |
| Manchester Monarchs  | 80 | 40 | 23 | 11 | 6   | 254 | 209 | 97  |
| Worcester IceCats    | 80 | 35 | 27 | 15 | 3   | 235 | 220 | 88  |
| Portland Pirates     | 80 | 33 | 28 | 13 | 6   | 221 | 195 | 85  |
| Lowell Lock Monsters | 80 | 19 | 51 | 7  | 3   | 175 | 275 | 48  |

| East Division           | GP | W  | L  | T  | OTL | GF  | GA  | Pts |
| ----------------------- | -- | -- | -- | -- | --- | --- | --- | --- |
| Binghamton Senators     | 80 | 43 | 26 | 9  | 2   | 239 | 207 | 97  |
| Bridgeport Sound Tigers | 80 | 40 | 26 | 11 | 3   | 219 | 198 | 94  |
| Hartford Wolf Pack      | 80 | 33 | 27 | 12 | 8   | 255 | 236 | 86  |
| Springfield Falcons     | 80 | 34 | 38 | 7  | 1   | 202 | 243 | 76  |
| Albany River Rats       | 80 | 25 | 37 | 11 | 7   | 197 | 235 | 68  |

#### Western Conference
| Central Division        | GP | W  | L  | T  | OTL | GF  | GA  | Pts |
| ----------------------- | -- | -- | -- | -- | --- | --- | --- | --- |
| Grand Rapids Griffins   | 80 | 48 | 22 | 8  | 2   | 240 | 177 | 106 |
| Rochester Americans     | 80 | 31 | 30 | 14 | 5   | 219 | 221 | 81  |
| Cincinnati Mighty Ducks | 80 | 26 | 35 | 13 | 6   | 202 | 242 | 71  |
| Syracuse Crunch         | 80 | 27 | 41 | 8  | 4   | 201 | 256 | 66  |
| Cleveland Barons        | 80 | 22 | 48 | 5  | 5   | 203 | 286 | 54  |

| West Division       | GP | W  | L  | T  | OTL | GF  | GA  | Pts |
| ------------------- | -- | -- | -- | -- | --- | --- | --- | --- |
| Houston Aeros       | 80 | 47 | 23 | 7  | 3   | 266 | 222 | 104 |
| Chicago Wolves      | 80 | 43 | 25 | 8  | 4   | 276 | 237 | 98  |
| San Antonio Rampage | 80 | 36 | 29 | 11 | 4   | 235 | 226 | 87  |
| Milwaukee Admirals  | 80 | 32 | 27 | 14 | 7   | 247 | 251 | 85  |
| Utah Grizzlies      | 80 | 37 | 34 | 4  | 5   | 227 | 243 | 83  |

| South Division                 | GP | W  | L  | T  | OTL | GF  | GA  | Pts |
| ------------------------------ | -- | -- | -- | -- | --- | --- | --- | --- |
| Norfolk Admirals               | 80 | 37 | 26 | 12 | 5   | 201 | 187 | 91  |
| Hershey Bears                  | 80 | 36 | 27 | 14 | 3   | 217 | 209 | 89  |
| Wilkes-Barre/Scranton Penguins | 80 | 36 | 32 | 7  | 5   | 245 | 248 | 84  |
| Philadelphia Phantoms          | 80 | 33 | 33 | 6  | 8   | 198 | 212 | 80  |

### Beste Scorer
Abkürzungen: GP = Spiele, G = Tore, A = Assists, Pts = Punkte, PIM = Strafminuten;
| Spieler         | Team             | GP | G  | A  | Pts | PIM |
| --------------- | ---------------- | -- | -- | -- | --- | --- |
| Steve Maltais   | Chicago          | 79 | 30 | 56 | 86  | 86  |
| Jean-Guy Trudel | Houston          | 79 | 31 | 54 | 85  | 85  |
| Michel Picard   | Grand Rapids     | 61 | 41 | 44 | 85  | 99  |
| Mark Mowers     | Grand Rapids     | 78 | 34 | 47 | 81  | 47  |
| Simon Gamache   | Chicago          | 76 | 35 | 42 | 77  | 37  |
| Darren Haydar   | Milwaukee        | 75 | 29 | 46 | 75  | 36  |
| Cory Larose     | Houston/Hartford | 82 | 27 | 48 | 75  | 77  |
| Craig Darby     | Albany           | 76 | 23 | 51 | 74  | 42  |
| Mark Greig      | Philadelphia     | 73 | 30 | 44 | 74  | 127 |
| Keith Aucoin    | Providence       | 78 | 25 | 49 | 74  | 71  |

## Calder Cup Playoffs

### Playoff-Baum
|  | Eastern Conference Qualifikation |                     |   |
|  |                                  |                     |   |
|  |                                  |                     |   |
|  | 7                                | Hartford Wolf Pack  | 0 |
|  | 10                               | Springfield Falcons | 2 |

|  | Eastern Conference Qualifikation |                  |   |
|  |                                  |                  |   |
|  |                                  |                  |   |
|  | 8                                | Portland Pirates | 1 |
|  | 9                                | Manitoba Moose   | 2 |

|  | Western Conference Qualifikation |                     |   |
|  |                                  |                     |   |
|  |                                  |                     |   |
|  | 7                                | Houston Aeros       | 2 |
|  | 10                               | Rochester Americans | 1 |

|  | Western Conference Qualifikation |                                |   |
|  |                                  |                                |   |
|  |                                  |                                |   |
|  | 8                                | Wilkes-Barre/Scranton Penguins | 2 |
|  | 9                                | Utah Grizzlies                 | 0 |

|  | Conference-Viertelfinale | Conference-Viertelfinale       | Conference-Viertelfinale |                         |                       | Conference-Halbfinale | Conference-Halbfinale | Conference-Halbfinale |  |  | Conference-Finale | Conference-Finale | Conference-Finale |  |  | Calder Cup Finale | Calder Cup Finale | Calder Cup Finale |
|  |                          |                                |                          |                         |                       |                       |                       |                       |  |  |                   |                   |                   |  |  |                   |                   |                   |
|  | 1                        | Hamilton Bulldogs              | 3                        |                         |                       |                       |                       |                       |  |  |                   |                   |                   |  |  |                   |                   |                   |
|  | 10                       | Springfield Falcons            | 1                        |                         |                       |                       |                       |                       |  |  |                   |                   |                   |  |  |                   |                   |                   |
|  | 10                       | Springfield Falcons            | 1                        | 1                       | Hamilton Bulldogs     | 4                     |                       |                       |  |  |                   |                   |                   |  |  |                   |                   |                   |
|  |                          |                                |                          | 1                       | Hamilton Bulldogs     | 4                     |                       |                       |  |  |                   |                   |                   |  |  |                   |                   |                   |
|  |                          |                                | 9                        | Manitoba Moose          | 3                     |                       |                       |                       |  |  |                   |                   |                   |  |  |                   |                   |                   |
|  | 2                        | Providence Bruins              | 9                        | Manitoba Moose          | 3                     | 1                     |                       |                       |  |  |                   |                   |                   |  |  |                   |                   |                   |
|  | 2                        | Providence Bruins              |                          |                         |                       | 1                     |                       |                       |  |  |                   |                   |                   |  |  |                   |                   |                   |
|  | 9                        | Manitoba Moose                 | 3                        |                         |                       |                       |                       |                       |  |  |                   |                   |                   |  |  |                   |                   |                   |
|  | 9                        | Manitoba Moose                 | 3                        | 1                       | Hamilton Bulldogs     | 4                     |                       |                       |  |  |                   |                   |                   |  |  |                   |                   |                   |
|  |                          |                                |                          | 1                       | Hamilton Bulldogs     | 4                     | Eastern Conference    |                       |  |  |                   |                   |                   |  |  |                   |                   |                   |
|  |                          | 3                              | Binghamton Senators      | 1                       |                       |                       |                       |                       |  |  |                   |                   |                   |  |  |                   |                   |                   |
|  | 3                        | 3                              | Binghamton Senators      | 1                       | Binghamton Senators   | 3                     |                       |                       |  |  |                   |                   |                   |  |  |                   |                   |                   |
|  | 3                        |                                |                          |                         | Binghamton Senators   | 3                     |                       |                       |  |  |                   |                   |                   |  |  |                   |                   |                   |
|  | 6                        | Worcester IceCats              | 0                        |                         |                       |                       |                       |                       |  |  |                   |                   |                   |  |  |                   |                   |                   |
|  | 6                        | Worcester IceCats              | 0                        | 3                       | Binghamton Senators   | 4                     |                       |                       |  |  |                   |                   |                   |  |  |                   |                   |                   |
|  |                          |                                |                          | 3                       | Binghamton Senators   | 4                     |                       |                       |  |  |                   |                   |                   |  |  |                   |                   |                   |
|  |                          |                                | 5                        | Bridgeport Sound Tigers | 2                     |                       |                       |                       |  |  |                   |                   |                   |  |  |                   |                   |                   |
|  | 4                        | Manchester Monarchs            | 5                        | Bridgeport Sound Tigers | 2                     | 0                     |                       |                       |  |  |                   |                   |                   |  |  |                   |                   |                   |
|  | 4                        | Manchester Monarchs            |                          |                         |                       |                       |                       |                       |  |  |                   |                   |                   |  |  |                   |                   |                   |
|  | 5                        | Bridgeport Sound Tigers        | 3                        |                         |                       |                       |                       |                       |  |  |                   |                   |                   |  |  |                   |                   |                   |
|  | 5                        | Bridgeport Sound Tigers        | 3                        | E1                      | Hamilton Bulldogs     | 3                     |                       |                       |  |  |                   |                   |                   |  |  |                   |                   |                   |
|  |                          |                                |                          |                         |                       |                       |                       |                       |  |  |                   |                   |                   |  |  |                   |                   |                   |
|  |                          | W2                             | Houston Aeros            | 4                       |                       |                       |                       |                       |  |  |                   |                   |                   |  |  |                   |                   |                   |
|  | 1                        | W2                             | Houston Aeros            | 4                       | Grand Rapids Griffins | 3                     |                       |                       |  |  |                   |                   |                   |  |  |                   |                   |                   |
|  | 1                        |                                |                          |                         | Grand Rapids Griffins | 3                     |                       |                       |  |  |                   |                   |                   |  |  |                   |                   |                   |
|  | 8                        | Wilkes-Barre/Scranton Penguins | 1                        |                         |                       |                       |                       |                       |  |  |                   |                   |                   |  |  |                   |                   |                   |
|  | 8                        | Wilkes-Barre/Scranton Penguins | 1                        | 1                       | Grand Rapids Griffins | 4                     |                       |                       |  |  |                   |                   |                   |  |  |                   |                   |                   |
|  |                          |                                |                          | 1                       | Grand Rapids Griffins | 4                     |                       |                       |  |  |                   |                   |                   |  |  |                   |                   |                   |
|  |                          |                                | 4                        | Chicago Wolves          | 0                     |                       |                       |                       |  |  |                   |                   |                   |  |  |                   |                   |                   |
|  | 2                        | Houston Aeros                  | 4                        | Chicago Wolves          | 0                     | 3                     |                       |                       |  |  |                   |                   |                   |  |  |                   |                   |                   |
|  | 2                        | Houston Aeros                  |                          |                         |                       | 3                     |                       |                       |  |  |                   |                   |                   |  |  |                   |                   |                   |
|  | 7                        | Milwaukee Admirals             | 0                        |                         |                       |                       |                       |                       |  |  |                   |                   |                   |  |  |                   |                   |                   |
|  | 7                        | Milwaukee Admirals             | 0                        | 1                       | Grand Rapids Griffins | 3                     |                       |                       |  |  |                   |                   |                   |  |  |                   |                   |                   |
|  |                          |                                |                          | 1                       | Grand Rapids Griffins | 3                     | Western Conference    |                       |  |  |                   |                   |                   |  |  |                   |                   |                   |
|  |                          | 2                              | Houston Aeros            | 4                       |                       |                       |                       |                       |  |  |                   |                   |                   |  |  |                   |                   |                   |
|  | 3                        | 2                              | Houston Aeros            | 4                       | Norfolk Admirals      | 3                     |                       |                       |  |  |                   |                   |                   |  |  |                   |                   |                   |
|  | 3                        |                                |                          |                         |                       |                       |                       |                       |  |  |                   |                   |                   |  |  |                   |                   |                   |
|  | 6                        | San Antonio Rampage            | 0                        |                         |                       |                       |                       |                       |  |  |                   |                   |                   |  |  |                   |                   |                   |
|  | 6                        | San Antonio Rampage            | 0                        | 2                       | Houston Aeros         | 4                     |                       |                       |  |  |                   |                   |                   |  |  |                   |                   |                   |
|  |                          |                                |                          | 2                       | Houston Aeros         | 4                     |                       |                       |  |  |                   |                   |                   |  |  |                   |                   |                   |
|  |                          |                                | 3                        | Norfolk Admirals        | 2                     |                       |                       |                       |  |  |                   |                   |                   |  |  |                   |                   |                   |
|  | 4                        | Chicago Wolves                 | 3                        | Norfolk Admirals        | 2                     | 3                     |                       |                       |  |  |                   |                   |                   |  |  |                   |                   |                   |
|  | 4                        | Chicago Wolves                 |                          |                         |                       |                       |                       |                       |  |  |                   |                   |                   |  |  |                   |                   |                   |
|  | 5                        | Hershey Bears                  | 2                        |                         |                       |                       |                       |                       |  |  |                   |                   |                   |  |  |                   |                   |                   |

### Calder-Cup-Sieger
| Calder-Cup-Sieger Houston Aeros | Torhüter: Johan Holmqvist, Dieter Kochan Verteidiger: Ladislav Benýšek, David Cullen, Chris Dyment, Zbyněk Michálek, Curtis Murphy, Erik Reitz, Travis Roche Angreifer: Dan Cavanaugh, Marc Cavosie, Sylvain Cloutier, Mark Cullen, Hnat Domenichelli, Jay Henderson, Jeff Hoggan, Rastislav Pavlikovský, Jean-Guy Trudel, Tony Tuzzolino, Stéphane Veilleux, Rickard Wallin, Kyle Wanvig Cheftrainer: Todd McLellan General Manager: Dave Barr |

## Vergebene Trophäen

### Mannschaftstrophäen
| Auszeichnung                                                     | Team                  |
| ---------------------------------------------------------------- | --------------------- |
| Calder Cup Gewinner der AHL-Playoffs                             | Houston Aeros         |
| Richard F. Canning Trophy Gewinner des Eastern Conference-Finale | Hamilton Bulldogs     |
| Robert W. Clarke Trophy Gewinner des Western Conference-Finale   | Houston Aeros         |
| Macgregor Kilpatrick Trophy Bestes Team der Regulären Saison     | Hamilton Bulldogs     |
| Frank S. Mathers Trophy Bestes Team der Eastern Conference       | Norfolk Admirals      |
| Norman R. „Bud“ Poile Trophy Bestes Team der Western Conference  | Houston Aeros         |
| Emile Francis Trophy Bestes Team der Atlantic Division           | Providence Bruins     |
| F. G. „Teddy“ Oke Trophy Bestes Team der East Division           | Binghamton Senators   |
| Sam Pollock Trophy Bestes Team der North Division                | Hamilton Bulldogs     |
| John D. Chick Trophy Bestes Team der West Division               | Grand Rapids Griffins |

### Spielertrophäen
| Auszeichnung                                                                                                   | Spieler         | Team                  |
| --- | --------------- | --------------------- |
| Les Cunningham Award MVP der Regulären Saison                                                                  | Jason Ward      | Hamilton Bulldogs     |
| John B. Sollenberger Trophy Bester Scorer                                                                      | Steve Maltais   | Chicago Wolves        |
| Dudley „Red“ Garrett Memorial Award Bester Rookie                                                              | Darren Haydar   | Milwaukee Admirals    |
| Eddie Shore Award Bester Verteidiger                                                                           | Curtis Murphy   | Houston Aeros         |
| Aldege „Baz“ Bastien Memorial Award Bester Torhüter                                                            | Marc Lamothe    | Grand Rapids Griffins |
| Harry „Hap“ Holmes Memorial Award Torhüter mit dem geringsten Gegentorschnitt                                  | Marc Lamothe    | Grand Rapids Griffins |
| Harry „Hap“ Holmes Memorial Award Torhüter mit dem geringsten Gegentorschnitt                                  | Joey MacDonald  | Grand Rapids Griffins |
| Louis A. R. Pieri Memorial Award Bester Trainer                                                                | Claude Julien   | Hamilton Bulldogs     |
| Louis A. R. Pieri Memorial Award Bester Trainer                                                                | Geoff Ward      | Hamilton Bulldogs     |
| Fred T. Hunt Memorial Award Für den Spieler, der durch Fairness, Einsatz und Hingabe herausragt                | Chris Ferraro   | Portland Pirates      |
| Fred T. Hunt Memorial Award Für den Spieler, der durch Fairness, Einsatz und Hingabe herausragt                | Eric Healey     | Manchester Monarchs   |
| Yanick Dupré Memorial Award Für den Spieler, der sich durch besonderen Einsatz in der Gesellschaft auszeichnet | Jimmy Roy       | Manitoba Moose        |
| Jack A. Butterfield Trophy MVP der Calder-Cup-Playoffs                                                         | Johan Holmqvist | Houston Aeros         |